# The Fourth Avenue Cafe
"the Fourth Avenue Café" é o trigésimo single da banda japonesa L'Arc~en~Ciel. Originalmente previsto para 21 de março de 1997, teve o lançamento adiado por conta da prisão do baterista Sakura por posse de heroína. O single foi lançado apenas em 30 de agosto de 2006, atingindo a 5ª posição no Oricon Singles Chart. Em 1997, canção foi usada como 4° tema de encerramento do anime Samurai X, mas foi removida após poucos episódios (pelas razões acima) e substituída pelo encerramento anterior "Heart of Sword", de T.M.Revolution, mantendo o vídeo feito para o 4º encerramento. "the Fourth Avenue Café" também não aparece em nenhuma trilha sonora oficial de Samurai X.

## Faixas
| N.º            | Título                   | Letras         | Música         | Duração |  |
| 1.             | "The Fourth Avenue Café" | Hyde           | Ken            | 5:03    |  |
| 2.             | "D'ark~en~Ciel"          |                |                | 16:52   |  |
| Duração total: | Duração total:           | Duração total: | Duração total: | 21:45   |  |

A faixa 2 consiste de quatro canções:
| D'ark~en~Ciel |                               |         |  |
| N.º           | Título                        | Duração |  |
| 1.            | "Dark Song"                   |         |  |
| 2.            | "D･A･R･K ~Dark in My Life~"   |         |  |
| 3.            | "Accident"                    |         |  |
| 4.            | "Insanity"                    |         |  |
| 5.            | "From Hell" (Faixa escondida) |         |  |

## Desempenho
| Parada (2006) | Melhor posição | Tempo na parada |
| ------------- | -------------- | --------------- |
| Oricon        | #5             | N/A             |

## Ficha técnica
- Hyde – vocais
- Ken – guitarra
- Tetsu – baixo
- Sakura – bateria